# Sam Adekugbe
Samuel Ayomide Adekugbe (sinh ngày 16 tháng 1 năm 1995) là một cầu thủ bóng đá chuyên nghiệp thi đấu ở vị trí hậu vệ cho câu lạc bộ Vancouver Whitecaps tại Major League  Soccer. Sinh ra ở Anh, anh đại diện cho đội tuyển quốc gia Canada.

## Thống kê sự nghiệp

### Câu lạc bộ
Tính đến 1 tháng 6 năm 2025
| Câu lạc bộ                    | Mùa giải            | Giải đấu                  | Giải đấu | Giải đấu | Cúp quốc gia | Cúp quốc gia | Cúp liên đoàn | Cúp liên đoàn | Châu lục | Châu lục | Khác | Khác | Tổng cộng | Tổng cộng |
| Câu lạc bộ                    | Mùa giải            | Hạng đấu                  | Trận     | Bàn      | Trận         | Bàn          | Trận          | Bàn           | Trận     | Bàn      | Trận | Bàn  | Trận      | Bàn       |
| ----------------------------- | ------------------- | ------------------------- | -------- | -------- | ------------ | ------------ | ------------- | ------------- | -------- | -------- | ---- | ---- | --------- | --------- |
| U-23 Vancouver Whitecaps      | 2013                | PDL                       | 3        | 0        | –            | –            | –             | –             | –        | –        | 1    | 0    | 4         | 0         |
| Vancouver Whitecaps FC        | 2013                | MLS                       | 1        | 0        | –            | –            | 0             | 0             | –        | –        | –    | –    | 1         | 0         |
| Vancouver Whitecaps FC        | 2014                | MLS                       | 4        | 0        | 0            | 0            | –             | –             | –        | –        | 0    | 0    | 4         | 0         |
| Vancouver Whitecaps FC        | 2015                | MLS                       | 9        | 0        | 1            | 0            | –             | –             | 4        | 0        | 0    | 0    | 14        | 0         |
| Vancouver Whitecaps FC        | 2016                | MLS                       | 2        | 0        | 2            | 0            | –             | –             | 0        | 0        | –    | –    | 4         | 0         |
| Vancouver Whitecaps FC        | Tổng cộng           | Tổng cộng                 | 16       | 0        | 3            | 0            | 0             | 0             | 4        | 0        | 0    | 0    | 23        | 0         |
| Whitecaps FC 2                | 2015                | USL                       | 2        | 0        | –            | –            | –             | –             | –        | –        | –    | –    | 2         | 0         |
| Whitecaps FC 2                | 2016                | USL                       | 4        | 0        | –            | –            | –             | –             | –        | –        | 0    | 0    | 4         | 0         |
| Whitecaps FC 2                | Tổng cộng           | Tổng cộng                 | 6        | 0        | 0            | 0            | 0             | 0             | 0        | 0        | 0    | 0    | 6         | 0         |
| Brighton & Hove Albion (mượn) | 2016–17             | Championship              | 1        | 0        | 2            | 0            | 2             | 1             | –        | –        | –    | –    | 5         | 1         |
| IFK Göteborg (mượn)           | 2017                | Allsvenskan               | 9        | 0        | 1            | 0            | –             | –             | –        | –        | –    | –    | 10        | 0         |
| Vålerenga 2                   | 2018                | Norwegian Second Division | 1        | 0        | –            | –            | –             | –             | –        | –        | –    | –    | 1         | 0         |
| Vålerenga                     | 2018                | Eliteserien               | 27       | 0        | 2            | 0            | –             | –             | –        | –        | –    | –    | 29        | 0         |
| Vålerenga                     | 2019                | Eliteserien               | 24       | 0        | 1            | 0            | –             | –             | –        | –        | –    | –    | 25        | 0         |
| Vålerenga                     | 2020                | Eliteserien               | 26       | 0        | 0            | 0            | –             | –             | –        | –        | –    | –    | 26        | 0         |
| Vålerenga                     | 2021                | Eliteserien               | 12       | 0        | 0            | 0            | –             | –             | 2        | 0        | –    | –    | 14        | 0         |
| Vålerenga                     | Tổng cộng           | Tổng cộng                 | 89       | 0        | 3            | 0            | 0             | 0             | 2        | 0        | 0    | 0    | 94        | 0         |
| Hatayspor                     | 2021–22             | Süper Lig                 | 34       | 0        | 3            | 0            | –             | –             | –        | –        | –    | –    | 37        | 0         |
| Hatayspor                     | 2022–23             | Süper Lig                 | 18       | 0        | 1            | 0            | –             | –             | –        | –        | –    | –    | 19        | 0         |
| Hatayspor                     | Tổng cộng           | Tổng cộng                 | 52       | 0        | 4            | 0            | 0             | 0             | 0        | 0        | 0    | 0    | 56        | 0         |
| Galatasaray (mượn)            | 2022–23             | Süper Lig                 | 6        | 0        | 0            | 0            | –             | –             | –        | –        | –    | –    | 6         | 0         |
| Vancouver Whitecaps           | 2023                | MLS                       | 10       | 0        | 0            | 0            | –             | –             | 0        | 0        | 2    | 1    | 12        | 1         |
| Vancouver Whitecaps           | 2024                | MLS                       | 16       | 1        | 2            | 0            | –             | –             | 0        | 0        | 5    | 0    | 23        | 1         |
| Vancouver Whitecaps           | 2025                | MLS                       | 7        | 2        | 1            | 1            | –             | –             | 4        | 0        | 0    | 0    | 12        | 3         |
| Vancouver Whitecaps           | Tổng cộng           | Tổng cộng                 | 33       | 3        | 3            | 1            | 0             | 0             | 4        | 0        | 7    | 1    | 47        | 5         |
| Tổng cộng sự nghiệp           | Tổng cộng sự nghiệp | Tổng cộng sự nghiệp       | 216      | 3        | 16           | 1            | 2             | 1             | 10       | 0        | 8    | 1    | 252       | 6         |

1. ↑  Ra sân tại PDL Play-offs
2. 1 2  Số lần ra sân tại CONCACAF Champions Cup
3. ↑  Số lần ra sân tại UEFA Europa Conference League
4. ↑  Số lần ra sân tại MLS Cup playoffs
5. ↑  Một lần ra sân tại Leagues Cup, bốn lần ra sân tại MLS Cup playoffs

### Quốc tế
Tính đến ngày 10 tháng 6 năm 2025
| Đội tuyển quốc gia | Năm  | Trận | Bàn |
| ------------------ | ---- | ---- | --- |
| Canada             | 2015 | 2    | 0   |
| Canada             | 2016 | 1    | 0   |
| Canada             | 2017 | 3    | 0   |
| Canada             | 2018 | 1    | 0   |
| Canada             | 2019 | 2    | 0   |
| Canada             | 2020 | 2    | 0   |
| Canada             | 2021 | 13   | 0   |
| Canada             | 2022 | 13   | 1   |
| Canada             | 2023 | 5    | 0   |
| Canada             | 2025 | 2    | 0   |
| Tổng               | Tổng | 44   | 1   |

Tính đến 30 tháng 1 năm 2022
Bàn thắng và kết quả của Canada được để trước.
| # | Ngày                | Địa điểm                            | Số trận | Đối thủ | Bàn thắng | Kết quả | Giải đấu                      |
| - | ------------------- | ----------------------------------- | ------- | ------- | --------- | ------- | ----------------------------- |
| 1 | 30 tháng 1 năm 2022 | Tim Hortons Field, Hamilton, Canada | 26      | Hoa Kỳ  | 2–0       | 2–0     | Vòng loại FIFA World Cup 2022 |

## Danh hiệu
Galatasaray
- Süper Lig: 2022–23[6]

Vancouver Whitecaps
- Canadian Championship: 2024[7]